# مسجد الرصيف

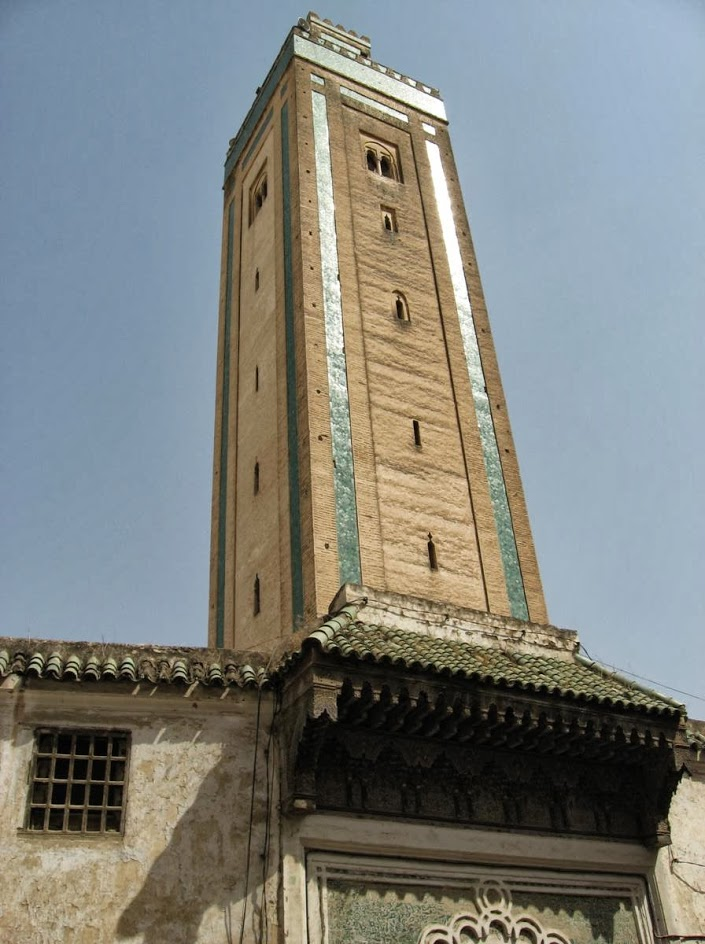
مئذنة المسجد الرصيف عن قرب بمدينة فاس

مسجد الرصيف هو مسجد كبير يقع في مدينة فاس، وتحديدا عند مدخل حي الرصيف.يتواجد بعدوة القرويين قرب قنطرة الرصيف، بناه المولى سليمان بن محمد العلوي المتوفى عام 1238 هـ .وله صومعة عالية تعتبر الأكثر علوا بين مآذن مدينة فاس، ولها شكل جميل يشد الناظرين ويزين مدخل الرصيف، وساعة شمسية منتصبة بصحنه.